# Cicerbita
Cicerbita é um género botânico pertencente à família Asteraceae.